# 児玉就忠
児玉 就忠（こだま なりただ）は、戦国時代の武将。毛利氏の家臣。安芸児玉氏の一族。児玉元実の次男。兄に児玉就兼、弟に児玉就方。子に児玉元良、小方元信、児玉春種、内藤元輔。

## 生涯
児玉元実の次男として生まれ、一族の児玉家行の養子となって、その遺領を相続した。毛利元就譜代の家臣で、行政手腕に長けていたことから元就に厚く信任を受けた。元就には「家中での人あたりもよく行政手腕に優れている」と評されて、桂元忠とともに奉行となり、元就の政務の中心として働いた。
毛利隆元の時代になり、毛利家中の五奉行制が確立された際には、五奉行の一人となった。五奉行としての役目は元就と隆元の連絡調整役であり、また、元就との被官関係はそのままであった。そのため、隆元の家臣であった赤川元保や国司元相とは不仲であったとされる。
行政にはその手腕を発揮した就忠であったが、合戦は不得手であり、尼子氏との戦いで戦功を挙げているものの、他の家臣に比べるとその働きは劣ったと言われている。
永禄5年（1562年）4月29日に死去。家督は嫡男の児玉元良が継いだ。

## 登場作品
- 『毛利元就』（1997年、NHK大河ドラマ、演：益岡徹）